# Uptona pallida
Uptona pallida is een keversoort uit de familie zwartlijven (Tenebrionidae). De wetenschappelijke naam van de soort is voor het eerst geldig gepubliceerd in 1986 door G. S. Medvedev & J. F. Lawrence.